# Ariel Rodríguez
Ariel Rodríguez est un footballeur international costaricien né le 27 septembre 1989 à San José. Il évolue au poste d'avant-centre avec le Deportivo Saprissa.

## Biographie

### Carrière en club
Ariel Rodríguez évolue au Costa Rica et en Thaïlande.
Avec le club du Deportivo Saprissa, il s'illustre en inscrivant 14 buts en championnat lors de la saison 2013-2014, puis 13 buts en 2014-2015, et 20 buts la saison suivante.
Avec le Deportivo Saprissa, il dispute les quarts de finale de la Ligue des champions de la CONCACAF en 2015. Il s'illustre avec un triplé inscrit en phase de poule face au club nicaraguayen du Real Estelí.

### Carrière en équipe nationale
Ariel Rodríguez reçoit trois sélections en équipe du Costa Rica, pour deux buts inscrits.
Le 14 novembre 2015, il figure pour la première fois sur le banc des remplaçants de l'équipe nationale A, mais sans entrer en jeu, lors d'une rencontre face à Haïti (victoire 1-0). Il reçoit finalement sa première sélection en équipe du Costa Rica le 27 mai 2016, en amical contre le Venezuela. Il ne joue qu'une seule mi-temps, mais se met de suite en évidence en inscrivant un but (victoire 2-1).
En juillet 2017, il est retenu par le sélectionneur Oscar Ramírez afin de participer à la Gold Cup organisée aux États-Unis. Lors de cette compétition, il joue deux matchs. Tout d'abord face à la Guyane en phase de poule, où il s'illustre en inscrivant un but (victoire 3-0). Puis face au Panama en quart de finale (victoire 1-0). Le Costa Rica s'incline en demi-finale face aux États-Unis.

## Palmarès

### En club
- Avec le Deportivo Saprissa :
  - Champion du Costa Rica en Cl. 2014, Ap. 2014 et Ap. 2015
  - Vainqueur de la Coupe du Costa Rica en 2013

## Statistiques

### Buts en sélection
Le tableau suivant liste les résultats de tous les buts inscrits par Ariel Rodríguez avec l'équipe du Costa Rica.